# Wilfried Sanou
Wilfried Sanou (Bobo-Dioulasso, 1984. március 16. –) Burkina Fasó-i válogatott labdarúgó.
A Burkina Fasó-i válogatott tagjaként részt vett a 2002-es és a 2010-es és a 2013-as afrikai nemzetek kupája.

## Statisztika
| Burkina Fasó-i válogatott | Burkina Fasó-i válogatott | Burkina Fasó-i válogatott |
| Időszak                   | Mérk.                     | gól                       |
| ------------------------- | ------------------------- | ------------------------- |
| 2001                      | 2                         | 2                         |
| 2002                      | 3                         | 0                         |
| 2003                      | 0                         | 0                         |
| 2004                      | 3                         | 0                         |
| 2005                      | 0                         | 0                         |
| 2006                      | 0                         | 0                         |
| 2007                      | 4                         | 1                         |
| 2008                      | 0                         | 0                         |
| 2009                      | 2                         | 0                         |
| 2010                      | 2                         | 0                         |
| 2011                      | 2                         | 0                         |
| 2012                      | 1                         | 0                         |
| 2013                      | 7                         | 1                         |
| Összesen                  | 26                        | 4                         |